# Zengi
Imad ad-Din Zengi zwany Zangi lub Zengui lub Zanki (ur. 1087, zm. 1146) – atabeg Mosulu (od 1127) i Aleppo (od 1128), założyciel dynastii Zengidów.
Był synem Ak Sunkura al-Hadżiba, gubernatora Aleppo za panowania Malikszaha I. Karierę polityczną rozpoczął jako namiestnik Al-Basry, gdzie uratował seldżuckiego sułtana Mahmuda podczas przewrotu inspirowanego przez abbasydzkiego kalifa. Jego działania doprowadziły do osłabienia pozycji kalifa, a wdzięczny sułtan mianował Zengiego atabegiem Mosulu w 1127 oraz Aleppo w 1128, jednocząc te dwa miasta.
Zengi, będący typem wojownika, zmierzał do rozciągnięcia panowania Turków mosulskich w północnej Syrii. W 1132 podczas jednej z wypraw wojennych przeciwko miastu Tikrit omal nie zginął. Został uratowany przez miejscowego Kurda - Nadżm ad-Din Ajjuba, ojca Saladyna. W nagrodę nadał mu lenno w dolinie Bekaa w Libanie. W 1144 zdobył kluczowe miasto regionu − Edessę; po jego zajęciu nakazał wymordować sześć tysięcy miejscowych chrześcijan.
Imad ad-Din Zengi zmarł niedługo później, zasztyletowany nocą przez eunucha, którego przyłapał wcześniej na popijaniu wina z jego kielicha. Schedę po ojcu przejął Nur ad-Din.